# Elanchelvan Rajendram
Elanchelvan Rajendram est un Tamoul de 30 ans assassiné le 28 février 2007 par des soldats au nord du Sri Lanka après que sa demande d'asile en France a été rejetée,.

## Biographie
Après la mort de ses deux frères dont l'un était membre des Tigres-tamoul, Elanchelvan Rajendram, Sri Lankais d'origine tamoule, quitte le Sri Lanka pour fuir les persécutions dont il est victime. Il arrive à Strasbourg le 14 février 2002, où réside une partie de sa famille.

## Demande d'asile
Elanchelvan Rajendram, Sri lankais mais Tamoul, a été débouté par la France du droit d'asile malgré les traces de torture marquant son corps et la preuve de l'assassinant de ses deux frères, car le Sri Lanka est un « pays sûr » pour l'Ofpra. Il est expulsé le 30 août 2005.
Nicolas Sarkozy alors ministre de l'Intérieur en 2004 a voulu se servir de Ofpra pour réguler l’immigration, il a changé la loi afin de nommer un préfet en tant que co-directeur de l'institution, un poste qui fut traditionnellement dévolu à un diplomate, il y aura alors une baisse significative des demandes d’asile acceptées et l'organisme n'accordera plus de statut aux Tamouls depuis le cessez-le-feu de 2002 signés par le gouvernement et les rebelles Tamouls.
Pourtant le 23 mars 2007, Carlo Benedetti, coordinateur des projets d'urgence de l'Office international des migrations pour cette zone fait état de situation « alarmante » dont des  bombardements quotidiens, menace de famine pour les dizaines de milliers de civils déplacés, d'enlèvements et assassinats, arrestations et détentions pour de longues périodes sans accusations légales. L'organisation rapportait ses efforts pour répondre aux besoins de 150 000 personnes déplacées à la suite des combats entre l'armée sri lankaise et les Tamouls.

## Assassinat
Le 28 février 2007 Elanchelvan Rajendram est abattu devant chez lui, exécuté par des militaires de l'armée sri-lankaise dans la cour de sa maison le corps criblé de six balles. Ébranlée, sa famille envoie un faire part de décès aux organismes intervenus dans le traitement de son dossier : l'Ofpra, la Commission de recours des réfugiés, la préfecture du Bas-Rhin et la Police aux frontières. Son cas a été évoqué à Eric Besson, ministre de l'Intérieur lors de l'expulsion de trois Afghans de France le 20 octobre 2009.
La photo de Elanchelvan Rajendram et celles de quatre autres sans-papiers expulsés et qui ont aussi connu des destins tragiques, feront l'objet d'une vaste campagne d'affichage non partisane avec un slogan qui pour but interpeller l'électeur: "Cette France-là, vous l'aimez ? Vous pouvez la changer".